# Liste der Monuments historiques in Orry-la-Ville
Die Liste der Monuments historiques in Orry-la-Ville führt die Monuments historiques in der französischen Gemeinde Orry-la-Ville auf.

## Liste der Bauwerke
| Bezeichnung       | Beschreibung | Standort | Kennzeichnung | Schutzstatus | Datum | Bild           |
| ----------------- | ------------ | -------- | ------------- | ------------ | ----- | -------------- |
| Kirche Notre-Dame |              | (Lage)   | PA00114799    | Inscrit      | 1970  | weitere Bilder |
| Totenlaterne      |              | (Lage)   | PA00114800    | Classé       | 1914  | weitere Bilder |

## Liste der Objekte
- Monuments historiques (Objekte) in Orry-la-Ville in der Base Palissy des französischen Kultusministeriums